# 韓國歷史村落：河回村和良洞村
韓國歷史村落：河回村和良洞村為位於韓國慶尚北道的世界遺產，包含安東河回村和慶州良洞村聚落附近的五個項目，分別為河回村聚落附近的「河回村」與「屏山書院」；良洞村聚落附近的「良洞村」、「玉山書院與獨樂堂」，以及「東江書院」。2010年「韓國歷史村落：河回村和良洞村」獲得世界遺產委員會通過，成為韓國第10個世界遺產。

## 簡介
「韓國歷史村落：河回村和良洞村」世界遺產項目包含安東河回村聚落附近的「河回村」（1324-001）與「屏山書院」（1324-002）；慶州良洞村聚落附近的「良洞村」（1324-003）、「玉山書院與獨樂堂」（1324-004），以及「東江書院」（1324-005）等五個項目。以下分別簡介：

### 河回村（1324-001）
河回村（韓語：하회마을）位於慶尚北道安東市豐川面，位於洛東江支流花川旁，河流在此地形成曲流。河回村河回村北、西、南三面被河流包圍，東面為山岳，特殊的地形可阻隔敵人入侵。河回村為豊川柳氏世代居住的村落，朝鮮王朝時期的儒學家柳雲龍與柳成龍均出生於此地。現在村內有180多戶人家，約70%的居民姓柳。
河回村保留了朝鮮王朝時期的住宅樣式，村內文物有養真堂（大韓民國寶物第306號）、忠孝堂（大韓民國寶物第414號），另外，河回村以別神祭假面舞聞名，1999年英國伊莉莎白二世女王、2005年美國老布希總統，以及2009年美國小布希總統曾經訪問河回村，作為韓國傳統文化的巡禮。

### 屏山書院（1324-002）
屏山書院（韓語：병산서원）位於慶尚北道安東市豊川面，在河回村東方，與河回村直線距離約2.5公里，但兩者中間有山岳阻隔，必須繞過山岳北方才可到達，路程約6公里。屏山書院前身為豊岳書堂，從高麗王朝後期開始為士子學習的場所。鄭經世（정경세，1563－1633）在光海君五年（西元1613年）為緬懷柳成龍的德才，與儒生們商議後，建造了「尊德祠」供奉其牌位。朝鮮仁祖七年（西元1629年），柳成龍三子柳袗（유진，1582－1635）獲德配享，牌位可供奉在書院。朝鮮哲宗14年（西元1863年），獲賜「屏山」的匾額。朝鮮高宗五年，興宣大院君下達書院撤廢令時，僅保留47座書院，屏山書院為其中之一。
屏山書院以供奉柳成龍的牌位聞名。柳成龍（유성룡，1542－1607）為朝鮮王朝時期政治家與儒學家，已為官清廉聞名。著有《懲毖錄》，為萬曆朝鮮之役期間執政的反省，《懲毖錄》原稿被指定為韓國國寶第132號。
屏山書院除了在「韓國歷史村落：河回村和良洞村」項目貝登錄為世界遺產第1324-002號，在2019年韓國申報的世界遺產項目「韓國新儒學書院」中再度被登錄，編號為1498-007號，後者（1498-007號）相對於前者（1324-002號），保護範圍大幅增加，並增加緩衝範圍。

### 良洞村（1324-003）
良洞村（韓語：양동마을）位於慶尚北道慶州市江東面，約在慶州市中心東北方16公里處，為朝鮮王朝時期，由當時的貴族（兩班）「月城孫氏」與「驪江李氏」所創建的村落。良洞村位於雪蒼山（설창산）山脊與溪谷間，村內有160多間保存完整的韓屋與草屋，200年以上歷史的古屋有54間，包括望族的宅第、其他家族成員的木結構房屋、平民的泥牆草屋，亭台書院等建築。孫氏與李氏兩班的宅邸乃依據風水的布局建構。
在良洞村發現的古籍「通鑑續編」於朝鮮世宗四年（西元1422年）印行，為研究朝鮮王朝時期印刷術的重要文獻，其列入韓國國寶第283號，另有孫昭肖像畫（大韓民國寶物第1216號），現均存放於韓國學中央研究院。良洞村內可見到三項大韓民國寶物，包括：「無忝堂」（411號）、「香壇」（412號）、「觀稼亭」（442號）。
良洞村在1984年12月，被指定為「大韓民國國家民俗文化財」第189號。

### 玉山書院與獨樂堂（1324-004）
玉山書院（韓語：옥산서원）位於慶尚北道慶州市安康邑，在良洞村西方約8公里處。玉山書院於朝鮮宣祖五年（西元1572年）由李齊閔（이제민，1528－1608）所創建，朝鮮宣祖七年（西元1574年）正式定名為為「玉山書院」。玉山書院位於群山環繞的郊外，有一百餘間房間。玉山書院以供奉朝鮮王朝時期著名儒學家李彥迪（이언적，1491－1553）的牌位而聞名。玉山書院還展示被列為韓國國寶第322-1號，於1573年印行的三國史記書本，另外還有八百多種、四千餘冊的文物。
獨樂堂在玉山書院旁邊，為李彥迪曾居住過的古宅。獨樂堂始建於朝鮮中宗11年（西元1516年），為一棟傳統的韓式建築。獨樂堂被列為大韓民國寶物第413號。
玉山書院除了在「韓國歷史村落：河回村和良洞村」項目登錄為世界遺產第1324-004號，在2019年韓國申報的世界遺產項目「韓國新儒學書院」中再度被登錄，編號為1498-003號，後者（1498-003號）相對於前者（1324-004號），保護範圍不變，但增加緩衝範圍。

### 東江書院（1324-005）
東江書院（韓語：동강서원）位於慶尚北道慶州市江東面，在良洞村東方約3.5公里處。東江書院於朝鮮肅宗21年（西元1695年）創立，內部有祭祀孫仲暾（손중돈，1463－1529）的牌位，被指定為慶尚北道文物第114號。

## 世界遺產登錄
2010年7月至8月，第34屆「世界遺產委員會」會議於巴西首都巴西利亞召開，由韓國申報的項目「韓國歷史村落：河回村和良洞村」經大會通過，成為韓國第10個世界遺產，「韓國歷史村落：河回村和良洞村」包含安東河回村聚落附近的「河回村」與「屏山書院」；慶州良洞村聚落附近的「良洞村」、「玉山書院與獨樂堂」，以及「東江書院」等五個項目。
该世界遗产被认为满足世界遺產登錄基準中的以下基準而予以登錄：
- （iii）呈现有关现存或者已经消失的文化传统、文明的独特或稀有之证据。
- （iv）关于呈现人类历史重要阶段的建筑类型，或者建筑及技术的组合，或者景观上的卓越典范。[1]

「韓國歷史村落：河回村和良洞村」世界遺產項目包含五個地點，如下所示：
| 世界遺產編號 | 名稱                         | 所在地                 | 保護範圍  | 緩衝範圍  |
| ------------ | ---------------------------- | ---------------------- | --------- | --------- |
| 1324-001     | 河回村聚落：河回村           | 36°32'21"N 128°31'E    | 499.5公頃 |           |
| 1324-002     | 河回村聚落：屏山書院         | 36°32'25"N 128°33'10"E | 1.7公頃   |           |
| 1324-003     | 良洞村聚落：良洞村           | 36°00'07"N 129°15'12"E | 91.6公頃  | 237.4公頃 |
| 1324-004     | 良洞村聚落：玉山書院與獨樂堂 | 36°00'47"N 129°09'45"E | 6.4公頃   |           |
| 1324-005     | 良洞村聚落：東江書院         | 35°59'57"N 129°17'29"E | 0.4公頃   |           |

## 圖集

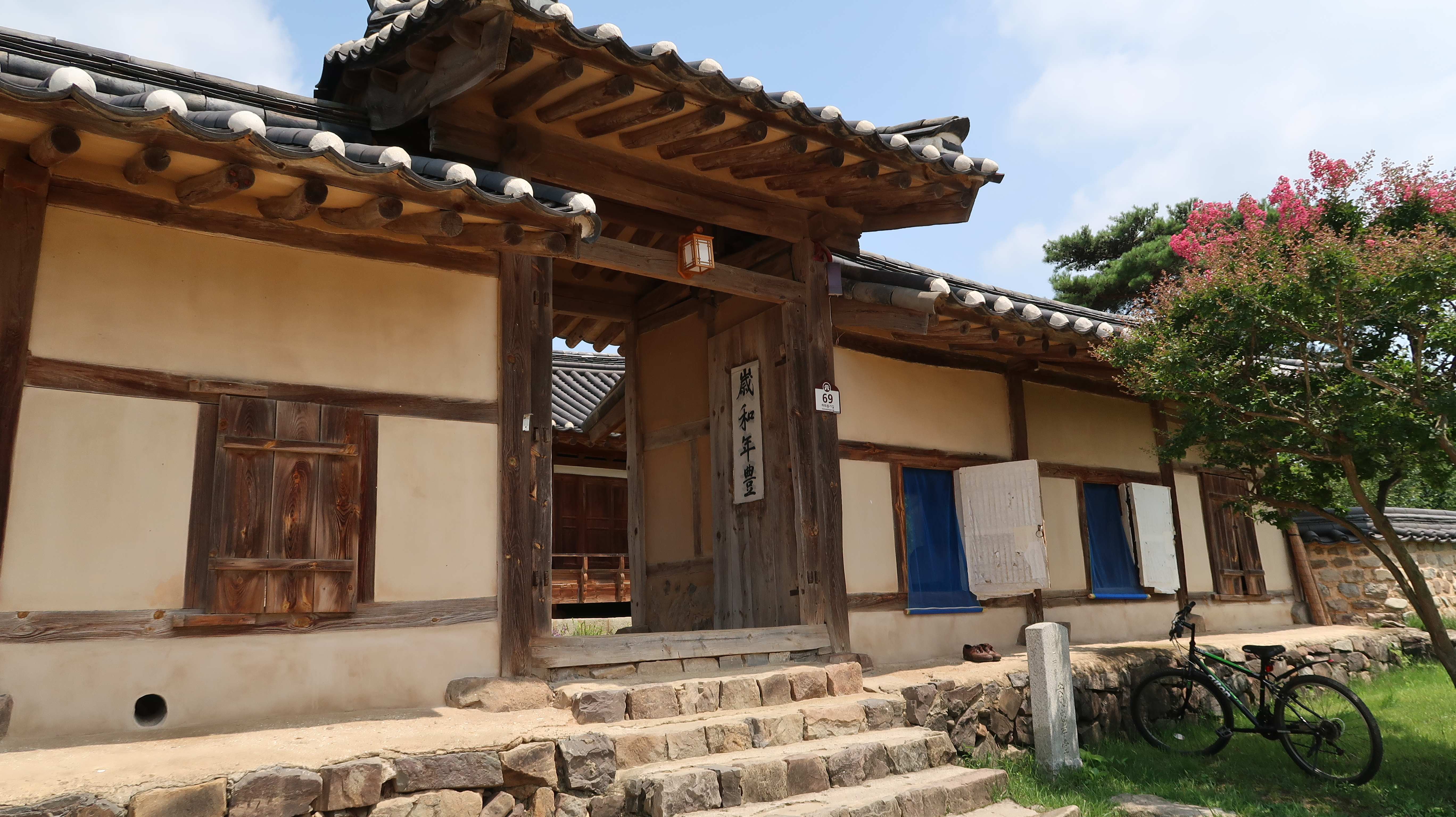
河回村忠孝堂
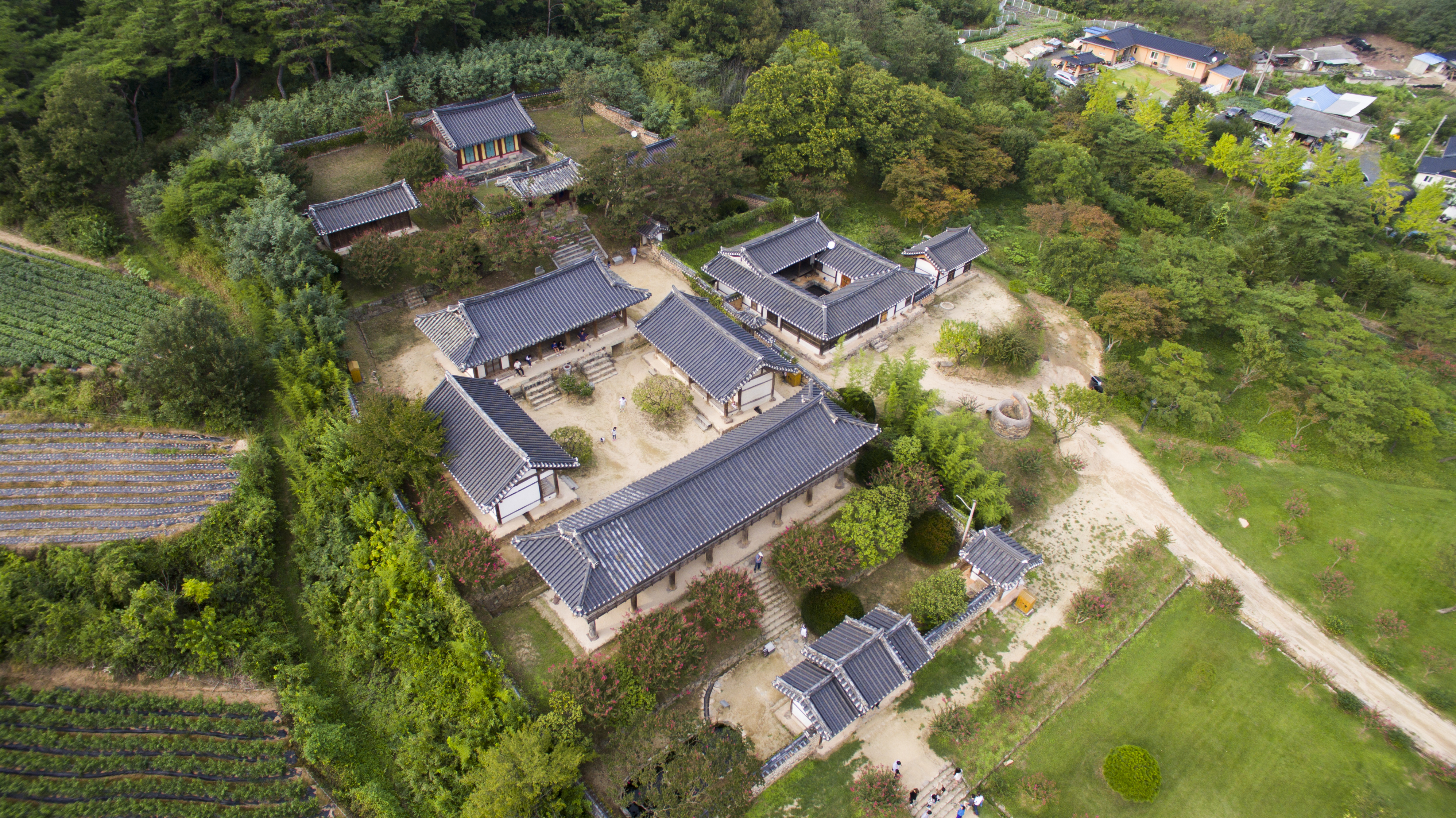
屏山書院
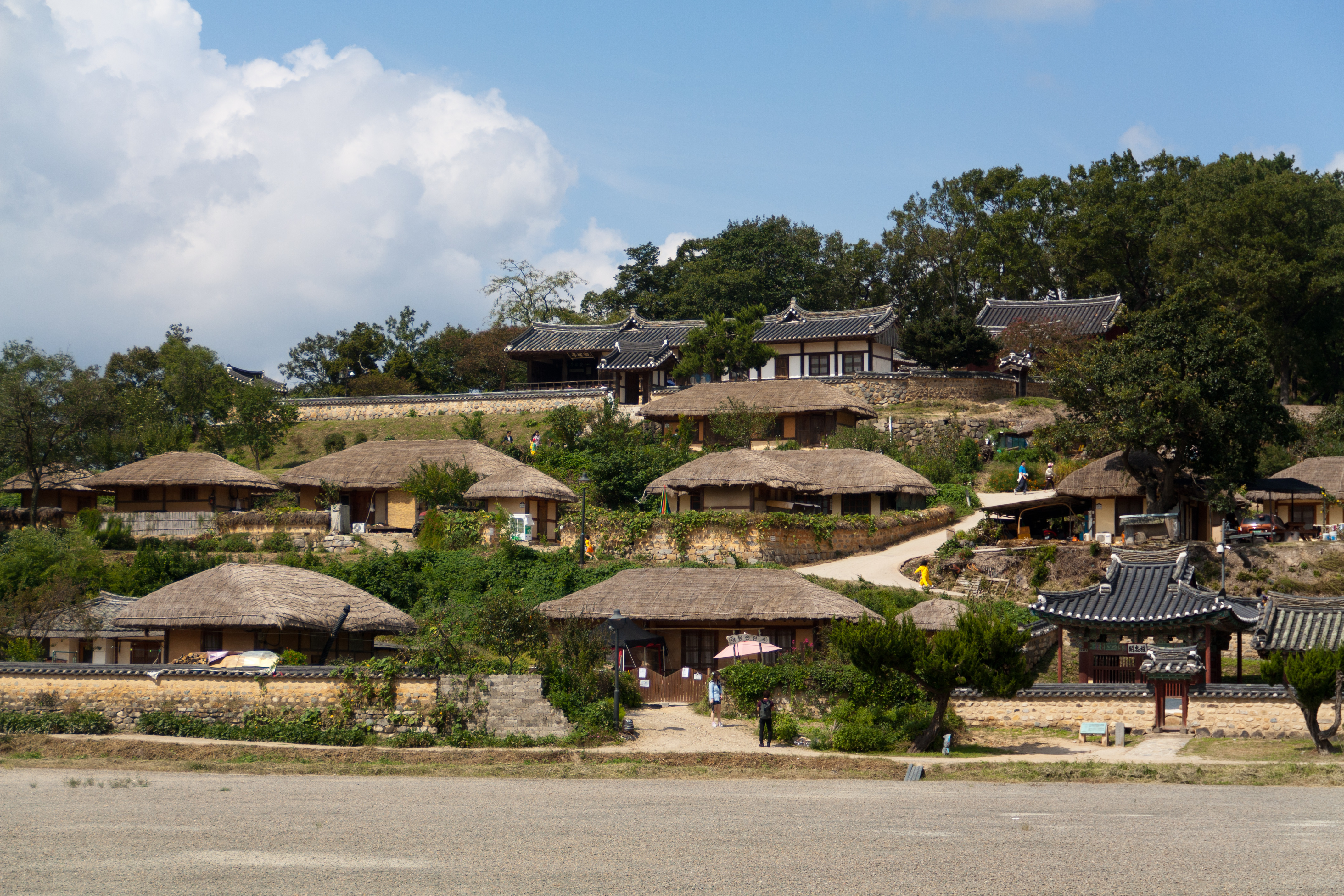
良洞村
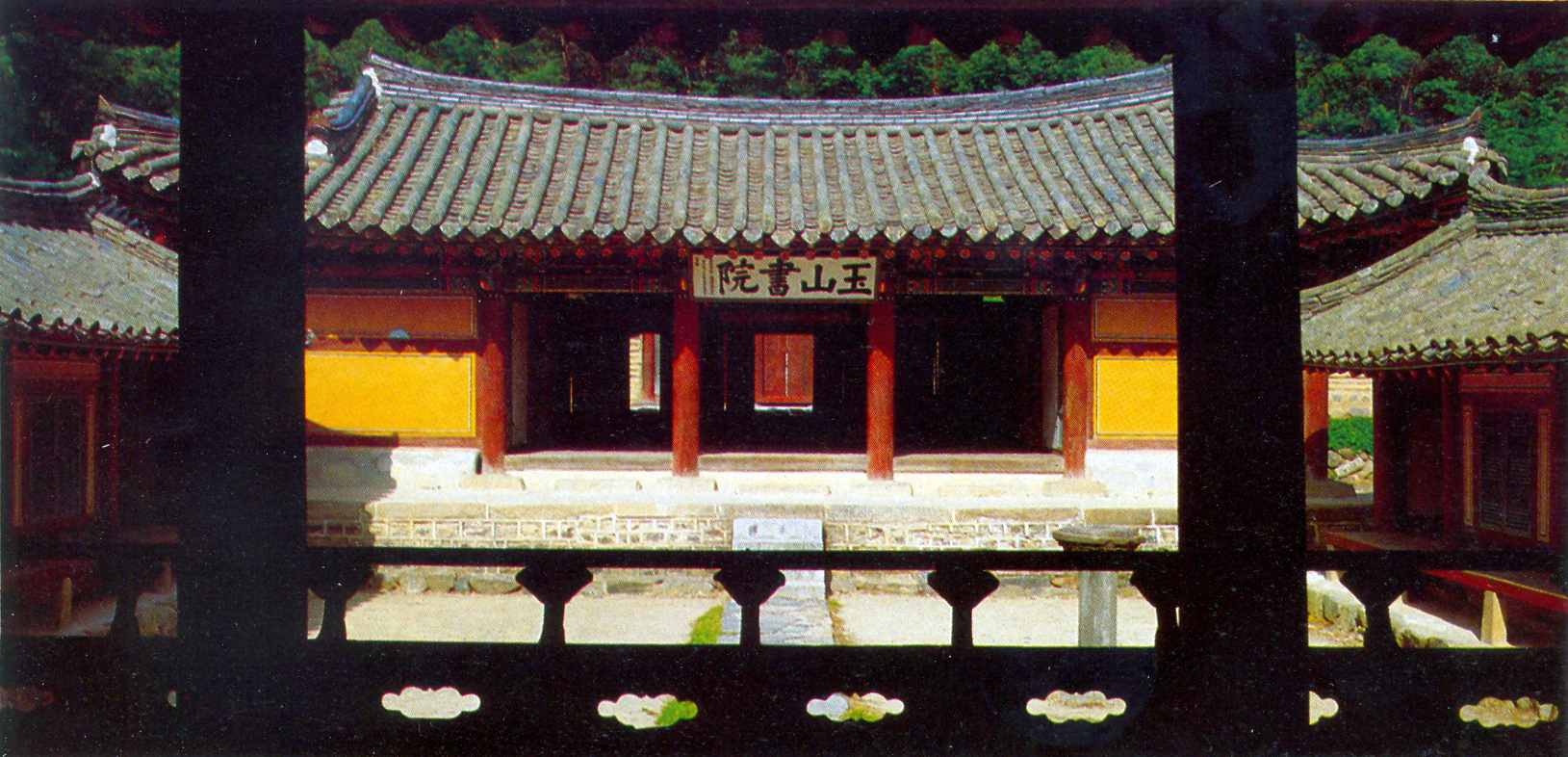
玉山書院
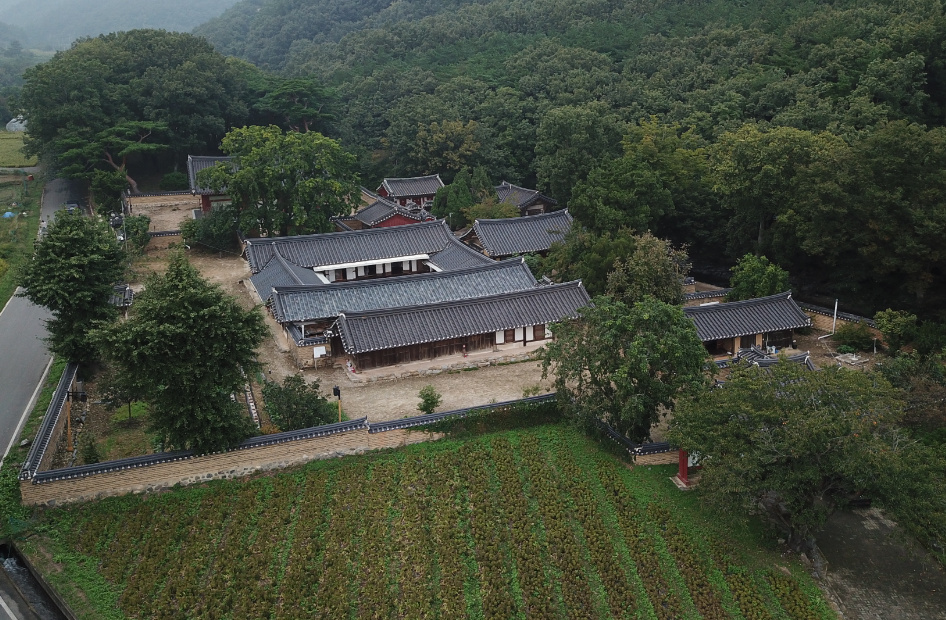
獨樂堂